# Carl Schlechter
Carl Schlechter (Vienna, 2 marzo 1874 – Budapest, 27 dicembre 1918) è stato uno scacchista austriaco.
Schlechter fu uno dei più forti giocatori di scacchi della Mitteleuropa al volgere del XIX secolo. È noto nella storia degli scacchi per avere pareggiato un match per il titolo mondiale contro l'allora campione del mondo di scacchi, Emanuel Lasker.

## Biografia

### Intellettuale dellabelle époque
Schlechter era uno scacchista di talento ed un profondo conoscitore delle aperture: parecchie sue idee sono rimaste valide per molti anni dopo la sua morte. Il campione viennese aveva ben presto fatto suoi gli insegnamenti posizionali di Steinitz e si era stabilmente insediato nell'élite scacchistica che dominava i tornei a cavallo tra i due secoli.
Schlechter era un tipico intellettuale mitteleuropeo della belle époque: personaggio colto e cosmopolita era a suo agio in ogni contesto internazionale; aveva molte doti, una brillante conversazione e amava trattare un ampio ventaglio di argomenti. Autentico gentiluomo degli scacchi, Schlechter offriva spesso cortesi patte ad avversari che avevano posizioni peggiori; fu allenatore e mentore di molti dei suoi rivali e, se il suo avversario arrivava in ritardo al tavolino, egli sottraeva un tempo uguale dal proprio orologio per non godere di un vantaggio esterno al gioco.

### Un forte giocatore da torneo
Affacciatosi sulla scena internazionale nel 1893, Schlechter disputò oltre cinquanta tornei internazionali di scacchi, vincendone una dozzina e classificandosi spesso nelle prime posizioni. Tra le vittorie di torneo più importanti vanno ricordate:
- Vienna 1897, 1904, 1908 e 1910
- Monaco di Baviera 1900
- Torneo di Monte Carlo 1901 e 1904
- Coburgo 1904
- Ostenda 1906 (terminò imbattuto, vincendo con Rubinstein, Bernstein, Marshall e Janowski)
- Stoccolma 1906
- Praga 1908
- Amburgo 1910.

Furono proprio le sue brillanti prestazioni in questi tornei di rilievo che nel 1910 spinsero Schlechter a lanciare la sfida al tedesco Emanuel Lasker, il campione del mondo dell'epoca, in carica da oltre un quindicennio.

### Il match Lasker-Schlechter del 1910
|   | a | b | c | d | e | f | g | h |   |
| 8 | a8 torre del bianco · c7 re del nero · g7 pedone del nero · f6 pedone del nero · b5 torre del nero · c5 donna del nero · d5 pedone del nero · g5 pedone del nero · c4 pedone del nero · g4 pedone del bianco · h3 pedone del bianco · a2 donna del bianco · f2 pedone del bianco · g2 re del bianco | a8 torre del bianco · c7 re del nero · g7 pedone del nero · f6 pedone del nero · b5 torre del nero · c5 donna del nero · d5 pedone del nero · g5 pedone del nero · c4 pedone del nero · g4 pedone del bianco · h3 pedone del bianco · a2 donna del bianco · f2 pedone del bianco · g2 re del bianco | a8 torre del bianco · c7 re del nero · g7 pedone del nero · f6 pedone del nero · b5 torre del nero · c5 donna del nero · d5 pedone del nero · g5 pedone del nero · c4 pedone del nero · g4 pedone del bianco · h3 pedone del bianco · a2 donna del bianco · f2 pedone del bianco · g2 re del bianco | a8 torre del bianco · c7 re del nero · g7 pedone del nero · f6 pedone del nero · b5 torre del nero · c5 donna del nero · d5 pedone del nero · g5 pedone del nero · c4 pedone del nero · g4 pedone del bianco · h3 pedone del bianco · a2 donna del bianco · f2 pedone del bianco · g2 re del bianco | a8 torre del bianco · c7 re del nero · g7 pedone del nero · f6 pedone del nero · b5 torre del nero · c5 donna del nero · d5 pedone del nero · g5 pedone del nero · c4 pedone del nero · g4 pedone del bianco · h3 pedone del bianco · a2 donna del bianco · f2 pedone del bianco · g2 re del bianco | a8 torre del bianco · c7 re del nero · g7 pedone del nero · f6 pedone del nero · b5 torre del nero · c5 donna del nero · d5 pedone del nero · g5 pedone del nero · c4 pedone del nero · g4 pedone del bianco · h3 pedone del bianco · a2 donna del bianco · f2 pedone del bianco · g2 re del bianco | a8 torre del bianco · c7 re del nero · g7 pedone del nero · f6 pedone del nero · b5 torre del nero · c5 donna del nero · d5 pedone del nero · g5 pedone del nero · c4 pedone del nero · g4 pedone del bianco · h3 pedone del bianco · a2 donna del bianco · f2 pedone del bianco · g2 re del bianco | a8 torre del bianco · c7 re del nero · g7 pedone del nero · f6 pedone del nero · b5 torre del nero · c5 donna del nero · d5 pedone del nero · g5 pedone del nero · c4 pedone del nero · g4 pedone del bianco · h3 pedone del bianco · a2 donna del bianco · f2 pedone del bianco · g2 re del bianco | 8 |
| 7 | a8 torre del bianco · c7 re del nero · g7 pedone del nero · f6 pedone del nero · b5 torre del nero · c5 donna del nero · d5 pedone del nero · g5 pedone del nero · c4 pedone del nero · g4 pedone del bianco · h3 pedone del bianco · a2 donna del bianco · f2 pedone del bianco · g2 re del bianco | a8 torre del bianco · c7 re del nero · g7 pedone del nero · f6 pedone del nero · b5 torre del nero · c5 donna del nero · d5 pedone del nero · g5 pedone del nero · c4 pedone del nero · g4 pedone del bianco · h3 pedone del bianco · a2 donna del bianco · f2 pedone del bianco · g2 re del bianco | a8 torre del bianco · c7 re del nero · g7 pedone del nero · f6 pedone del nero · b5 torre del nero · c5 donna del nero · d5 pedone del nero · g5 pedone del nero · c4 pedone del nero · g4 pedone del bianco · h3 pedone del bianco · a2 donna del bianco · f2 pedone del bianco · g2 re del bianco | a8 torre del bianco · c7 re del nero · g7 pedone del nero · f6 pedone del nero · b5 torre del nero · c5 donna del nero · d5 pedone del nero · g5 pedone del nero · c4 pedone del nero · g4 pedone del bianco · h3 pedone del bianco · a2 donna del bianco · f2 pedone del bianco · g2 re del bianco | a8 torre del bianco · c7 re del nero · g7 pedone del nero · f6 pedone del nero · b5 torre del nero · c5 donna del nero · d5 pedone del nero · g5 pedone del nero · c4 pedone del nero · g4 pedone del bianco · h3 pedone del bianco · a2 donna del bianco · f2 pedone del bianco · g2 re del bianco | a8 torre del bianco · c7 re del nero · g7 pedone del nero · f6 pedone del nero · b5 torre del nero · c5 donna del nero · d5 pedone del nero · g5 pedone del nero · c4 pedone del nero · g4 pedone del bianco · h3 pedone del bianco · a2 donna del bianco · f2 pedone del bianco · g2 re del bianco | a8 torre del bianco · c7 re del nero · g7 pedone del nero · f6 pedone del nero · b5 torre del nero · c5 donna del nero · d5 pedone del nero · g5 pedone del nero · c4 pedone del nero · g4 pedone del bianco · h3 pedone del bianco · a2 donna del bianco · f2 pedone del bianco · g2 re del bianco | a8 torre del bianco · c7 re del nero · g7 pedone del nero · f6 pedone del nero · b5 torre del nero · c5 donna del nero · d5 pedone del nero · g5 pedone del nero · c4 pedone del nero · g4 pedone del bianco · h3 pedone del bianco · a2 donna del bianco · f2 pedone del bianco · g2 re del bianco | 7 |
| 6 | a8 torre del bianco · c7 re del nero · g7 pedone del nero · f6 pedone del nero · b5 torre del nero · c5 donna del nero · d5 pedone del nero · g5 pedone del nero · c4 pedone del nero · g4 pedone del bianco · h3 pedone del bianco · a2 donna del bianco · f2 pedone del bianco · g2 re del bianco | a8 torre del bianco · c7 re del nero · g7 pedone del nero · f6 pedone del nero · b5 torre del nero · c5 donna del nero · d5 pedone del nero · g5 pedone del nero · c4 pedone del nero · g4 pedone del bianco · h3 pedone del bianco · a2 donna del bianco · f2 pedone del bianco · g2 re del bianco | a8 torre del bianco · c7 re del nero · g7 pedone del nero · f6 pedone del nero · b5 torre del nero · c5 donna del nero · d5 pedone del nero · g5 pedone del nero · c4 pedone del nero · g4 pedone del bianco · h3 pedone del bianco · a2 donna del bianco · f2 pedone del bianco · g2 re del bianco | a8 torre del bianco · c7 re del nero · g7 pedone del nero · f6 pedone del nero · b5 torre del nero · c5 donna del nero · d5 pedone del nero · g5 pedone del nero · c4 pedone del nero · g4 pedone del bianco · h3 pedone del bianco · a2 donna del bianco · f2 pedone del bianco · g2 re del bianco | a8 torre del bianco · c7 re del nero · g7 pedone del nero · f6 pedone del nero · b5 torre del nero · c5 donna del nero · d5 pedone del nero · g5 pedone del nero · c4 pedone del nero · g4 pedone del bianco · h3 pedone del bianco · a2 donna del bianco · f2 pedone del bianco · g2 re del bianco | a8 torre del bianco · c7 re del nero · g7 pedone del nero · f6 pedone del nero · b5 torre del nero · c5 donna del nero · d5 pedone del nero · g5 pedone del nero · c4 pedone del nero · g4 pedone del bianco · h3 pedone del bianco · a2 donna del bianco · f2 pedone del bianco · g2 re del bianco | a8 torre del bianco · c7 re del nero · g7 pedone del nero · f6 pedone del nero · b5 torre del nero · c5 donna del nero · d5 pedone del nero · g5 pedone del nero · c4 pedone del nero · g4 pedone del bianco · h3 pedone del bianco · a2 donna del bianco · f2 pedone del bianco · g2 re del bianco | a8 torre del bianco · c7 re del nero · g7 pedone del nero · f6 pedone del nero · b5 torre del nero · c5 donna del nero · d5 pedone del nero · g5 pedone del nero · c4 pedone del nero · g4 pedone del bianco · h3 pedone del bianco · a2 donna del bianco · f2 pedone del bianco · g2 re del bianco | 6 |
| 5 | a8 torre del bianco · c7 re del nero · g7 pedone del nero · f6 pedone del nero · b5 torre del nero · c5 donna del nero · d5 pedone del nero · g5 pedone del nero · c4 pedone del nero · g4 pedone del bianco · h3 pedone del bianco · a2 donna del bianco · f2 pedone del bianco · g2 re del bianco | a8 torre del bianco · c7 re del nero · g7 pedone del nero · f6 pedone del nero · b5 torre del nero · c5 donna del nero · d5 pedone del nero · g5 pedone del nero · c4 pedone del nero · g4 pedone del bianco · h3 pedone del bianco · a2 donna del bianco · f2 pedone del bianco · g2 re del bianco | a8 torre del bianco · c7 re del nero · g7 pedone del nero · f6 pedone del nero · b5 torre del nero · c5 donna del nero · d5 pedone del nero · g5 pedone del nero · c4 pedone del nero · g4 pedone del bianco · h3 pedone del bianco · a2 donna del bianco · f2 pedone del bianco · g2 re del bianco | a8 torre del bianco · c7 re del nero · g7 pedone del nero · f6 pedone del nero · b5 torre del nero · c5 donna del nero · d5 pedone del nero · g5 pedone del nero · c4 pedone del nero · g4 pedone del bianco · h3 pedone del bianco · a2 donna del bianco · f2 pedone del bianco · g2 re del bianco | a8 torre del bianco · c7 re del nero · g7 pedone del nero · f6 pedone del nero · b5 torre del nero · c5 donna del nero · d5 pedone del nero · g5 pedone del nero · c4 pedone del nero · g4 pedone del bianco · h3 pedone del bianco · a2 donna del bianco · f2 pedone del bianco · g2 re del bianco | a8 torre del bianco · c7 re del nero · g7 pedone del nero · f6 pedone del nero · b5 torre del nero · c5 donna del nero · d5 pedone del nero · g5 pedone del nero · c4 pedone del nero · g4 pedone del bianco · h3 pedone del bianco · a2 donna del bianco · f2 pedone del bianco · g2 re del bianco | a8 torre del bianco · c7 re del nero · g7 pedone del nero · f6 pedone del nero · b5 torre del nero · c5 donna del nero · d5 pedone del nero · g5 pedone del nero · c4 pedone del nero · g4 pedone del bianco · h3 pedone del bianco · a2 donna del bianco · f2 pedone del bianco · g2 re del bianco | a8 torre del bianco · c7 re del nero · g7 pedone del nero · f6 pedone del nero · b5 torre del nero · c5 donna del nero · d5 pedone del nero · g5 pedone del nero · c4 pedone del nero · g4 pedone del bianco · h3 pedone del bianco · a2 donna del bianco · f2 pedone del bianco · g2 re del bianco | 5 |
| 4 | a8 torre del bianco · c7 re del nero · g7 pedone del nero · f6 pedone del nero · b5 torre del nero · c5 donna del nero · d5 pedone del nero · g5 pedone del nero · c4 pedone del nero · g4 pedone del bianco · h3 pedone del bianco · a2 donna del bianco · f2 pedone del bianco · g2 re del bianco | a8 torre del bianco · c7 re del nero · g7 pedone del nero · f6 pedone del nero · b5 torre del nero · c5 donna del nero · d5 pedone del nero · g5 pedone del nero · c4 pedone del nero · g4 pedone del bianco · h3 pedone del bianco · a2 donna del bianco · f2 pedone del bianco · g2 re del bianco | a8 torre del bianco · c7 re del nero · g7 pedone del nero · f6 pedone del nero · b5 torre del nero · c5 donna del nero · d5 pedone del nero · g5 pedone del nero · c4 pedone del nero · g4 pedone del bianco · h3 pedone del bianco · a2 donna del bianco · f2 pedone del bianco · g2 re del bianco | a8 torre del bianco · c7 re del nero · g7 pedone del nero · f6 pedone del nero · b5 torre del nero · c5 donna del nero · d5 pedone del nero · g5 pedone del nero · c4 pedone del nero · g4 pedone del bianco · h3 pedone del bianco · a2 donna del bianco · f2 pedone del bianco · g2 re del bianco | a8 torre del bianco · c7 re del nero · g7 pedone del nero · f6 pedone del nero · b5 torre del nero · c5 donna del nero · d5 pedone del nero · g5 pedone del nero · c4 pedone del nero · g4 pedone del bianco · h3 pedone del bianco · a2 donna del bianco · f2 pedone del bianco · g2 re del bianco | a8 torre del bianco · c7 re del nero · g7 pedone del nero · f6 pedone del nero · b5 torre del nero · c5 donna del nero · d5 pedone del nero · g5 pedone del nero · c4 pedone del nero · g4 pedone del bianco · h3 pedone del bianco · a2 donna del bianco · f2 pedone del bianco · g2 re del bianco | a8 torre del bianco · c7 re del nero · g7 pedone del nero · f6 pedone del nero · b5 torre del nero · c5 donna del nero · d5 pedone del nero · g5 pedone del nero · c4 pedone del nero · g4 pedone del bianco · h3 pedone del bianco · a2 donna del bianco · f2 pedone del bianco · g2 re del bianco | a8 torre del bianco · c7 re del nero · g7 pedone del nero · f6 pedone del nero · b5 torre del nero · c5 donna del nero · d5 pedone del nero · g5 pedone del nero · c4 pedone del nero · g4 pedone del bianco · h3 pedone del bianco · a2 donna del bianco · f2 pedone del bianco · g2 re del bianco | 4 |
| 3 | a8 torre del bianco · c7 re del nero · g7 pedone del nero · f6 pedone del nero · b5 torre del nero · c5 donna del nero · d5 pedone del nero · g5 pedone del nero · c4 pedone del nero · g4 pedone del bianco · h3 pedone del bianco · a2 donna del bianco · f2 pedone del bianco · g2 re del bianco | a8 torre del bianco · c7 re del nero · g7 pedone del nero · f6 pedone del nero · b5 torre del nero · c5 donna del nero · d5 pedone del nero · g5 pedone del nero · c4 pedone del nero · g4 pedone del bianco · h3 pedone del bianco · a2 donna del bianco · f2 pedone del bianco · g2 re del bianco | a8 torre del bianco · c7 re del nero · g7 pedone del nero · f6 pedone del nero · b5 torre del nero · c5 donna del nero · d5 pedone del nero · g5 pedone del nero · c4 pedone del nero · g4 pedone del bianco · h3 pedone del bianco · a2 donna del bianco · f2 pedone del bianco · g2 re del bianco | a8 torre del bianco · c7 re del nero · g7 pedone del nero · f6 pedone del nero · b5 torre del nero · c5 donna del nero · d5 pedone del nero · g5 pedone del nero · c4 pedone del nero · g4 pedone del bianco · h3 pedone del bianco · a2 donna del bianco · f2 pedone del bianco · g2 re del bianco | a8 torre del bianco · c7 re del nero · g7 pedone del nero · f6 pedone del nero · b5 torre del nero · c5 donna del nero · d5 pedone del nero · g5 pedone del nero · c4 pedone del nero · g4 pedone del bianco · h3 pedone del bianco · a2 donna del bianco · f2 pedone del bianco · g2 re del bianco | a8 torre del bianco · c7 re del nero · g7 pedone del nero · f6 pedone del nero · b5 torre del nero · c5 donna del nero · d5 pedone del nero · g5 pedone del nero · c4 pedone del nero · g4 pedone del bianco · h3 pedone del bianco · a2 donna del bianco · f2 pedone del bianco · g2 re del bianco | a8 torre del bianco · c7 re del nero · g7 pedone del nero · f6 pedone del nero · b5 torre del nero · c5 donna del nero · d5 pedone del nero · g5 pedone del nero · c4 pedone del nero · g4 pedone del bianco · h3 pedone del bianco · a2 donna del bianco · f2 pedone del bianco · g2 re del bianco | a8 torre del bianco · c7 re del nero · g7 pedone del nero · f6 pedone del nero · b5 torre del nero · c5 donna del nero · d5 pedone del nero · g5 pedone del nero · c4 pedone del nero · g4 pedone del bianco · h3 pedone del bianco · a2 donna del bianco · f2 pedone del bianco · g2 re del bianco | 3 |
| 2 | a8 torre del bianco · c7 re del nero · g7 pedone del nero · f6 pedone del nero · b5 torre del nero · c5 donna del nero · d5 pedone del nero · g5 pedone del nero · c4 pedone del nero · g4 pedone del bianco · h3 pedone del bianco · a2 donna del bianco · f2 pedone del bianco · g2 re del bianco | a8 torre del bianco · c7 re del nero · g7 pedone del nero · f6 pedone del nero · b5 torre del nero · c5 donna del nero · d5 pedone del nero · g5 pedone del nero · c4 pedone del nero · g4 pedone del bianco · h3 pedone del bianco · a2 donna del bianco · f2 pedone del bianco · g2 re del bianco | a8 torre del bianco · c7 re del nero · g7 pedone del nero · f6 pedone del nero · b5 torre del nero · c5 donna del nero · d5 pedone del nero · g5 pedone del nero · c4 pedone del nero · g4 pedone del bianco · h3 pedone del bianco · a2 donna del bianco · f2 pedone del bianco · g2 re del bianco | a8 torre del bianco · c7 re del nero · g7 pedone del nero · f6 pedone del nero · b5 torre del nero · c5 donna del nero · d5 pedone del nero · g5 pedone del nero · c4 pedone del nero · g4 pedone del bianco · h3 pedone del bianco · a2 donna del bianco · f2 pedone del bianco · g2 re del bianco | a8 torre del bianco · c7 re del nero · g7 pedone del nero · f6 pedone del nero · b5 torre del nero · c5 donna del nero · d5 pedone del nero · g5 pedone del nero · c4 pedone del nero · g4 pedone del bianco · h3 pedone del bianco · a2 donna del bianco · f2 pedone del bianco · g2 re del bianco | a8 torre del bianco · c7 re del nero · g7 pedone del nero · f6 pedone del nero · b5 torre del nero · c5 donna del nero · d5 pedone del nero · g5 pedone del nero · c4 pedone del nero · g4 pedone del bianco · h3 pedone del bianco · a2 donna del bianco · f2 pedone del bianco · g2 re del bianco | a8 torre del bianco · c7 re del nero · g7 pedone del nero · f6 pedone del nero · b5 torre del nero · c5 donna del nero · d5 pedone del nero · g5 pedone del nero · c4 pedone del nero · g4 pedone del bianco · h3 pedone del bianco · a2 donna del bianco · f2 pedone del bianco · g2 re del bianco | a8 torre del bianco · c7 re del nero · g7 pedone del nero · f6 pedone del nero · b5 torre del nero · c5 donna del nero · d5 pedone del nero · g5 pedone del nero · c4 pedone del nero · g4 pedone del bianco · h3 pedone del bianco · a2 donna del bianco · f2 pedone del bianco · g2 re del bianco | 2 |
| 1 | a8 torre del bianco · c7 re del nero · g7 pedone del nero · f6 pedone del nero · b5 torre del nero · c5 donna del nero · d5 pedone del nero · g5 pedone del nero · c4 pedone del nero · g4 pedone del bianco · h3 pedone del bianco · a2 donna del bianco · f2 pedone del bianco · g2 re del bianco | a8 torre del bianco · c7 re del nero · g7 pedone del nero · f6 pedone del nero · b5 torre del nero · c5 donna del nero · d5 pedone del nero · g5 pedone del nero · c4 pedone del nero · g4 pedone del bianco · h3 pedone del bianco · a2 donna del bianco · f2 pedone del bianco · g2 re del bianco | a8 torre del bianco · c7 re del nero · g7 pedone del nero · f6 pedone del nero · b5 torre del nero · c5 donna del nero · d5 pedone del nero · g5 pedone del nero · c4 pedone del nero · g4 pedone del bianco · h3 pedone del bianco · a2 donna del bianco · f2 pedone del bianco · g2 re del bianco | a8 torre del bianco · c7 re del nero · g7 pedone del nero · f6 pedone del nero · b5 torre del nero · c5 donna del nero · d5 pedone del nero · g5 pedone del nero · c4 pedone del nero · g4 pedone del bianco · h3 pedone del bianco · a2 donna del bianco · f2 pedone del bianco · g2 re del bianco | a8 torre del bianco · c7 re del nero · g7 pedone del nero · f6 pedone del nero · b5 torre del nero · c5 donna del nero · d5 pedone del nero · g5 pedone del nero · c4 pedone del nero · g4 pedone del bianco · h3 pedone del bianco · a2 donna del bianco · f2 pedone del bianco · g2 re del bianco | a8 torre del bianco · c7 re del nero · g7 pedone del nero · f6 pedone del nero · b5 torre del nero · c5 donna del nero · d5 pedone del nero · g5 pedone del nero · c4 pedone del nero · g4 pedone del bianco · h3 pedone del bianco · a2 donna del bianco · f2 pedone del bianco · g2 re del bianco | a8 torre del bianco · c7 re del nero · g7 pedone del nero · f6 pedone del nero · b5 torre del nero · c5 donna del nero · d5 pedone del nero · g5 pedone del nero · c4 pedone del nero · g4 pedone del bianco · h3 pedone del bianco · a2 donna del bianco · f2 pedone del bianco · g2 re del bianco | a8 torre del bianco · c7 re del nero · g7 pedone del nero · f6 pedone del nero · b5 torre del nero · c5 donna del nero · d5 pedone del nero · g5 pedone del nero · c4 pedone del nero · g4 pedone del bianco · h3 pedone del bianco · a2 donna del bianco · f2 pedone del bianco · g2 re del bianco | 1 |
|   | a | b | c | d | e | f | g | h |   |

55. Da6! Tb8 56. Ta7+ Rd8 57. Txg7 Db6 58. Da3 Rc8 59. Df8+
(1-0)
In quell'epoca la federazione internazionale non esisteva ancora e (fino a dopo la seconda guerra mondiale) il campione usava trattare il titolo come se fosse una sua proprietà personale. In particolare, Lasker fu assai parsimonioso nel metterlo in gioco, accettando solo sei sfide in oltre un quarto di secolo di regno. Soprattutto, per acconsentire al duello, pretendeva che lo sfidante mettesse a disposizione una congrua somma da spartirsi alla fine dell'incontro.
Schlechter non fu in grado di garantire al campione una borsa consistente e così, dopo lunghe trattative, questi acconsentì a disputare comunque l'incontro a condizioni che già all'epoca fecero gridare allo scandalo: per conquistare il titolo lo sfidante avrebbe dovuto sopravanzare il campione uscente di almeno due punti in un match di sole dieci partite. Questo vero e proprio capestro trovava la sua giustificazione nel fatto che, in base ad un primo accordo, le partite avrebbero dovuto essere trenta, cosa che avrebbe reso più sopportabile l'imposizione. Venendo meno le condizioni economiche richieste da Lasker, le partite furono ridotte di numero, ma la condizione rimase.
La sfida ebbe inizio il 7 gennaio 1910 a Vienna, e si concluse il 10 febbraio a Berlino. In ciascuna delle due città vennero disputate cinque partite.
Le prime quattro partite furono tutte patte, nonostante Schlechter avesse spesso l'iniziativa, anche in forza di una serie di innovazioni in apertura introdotte per l'occasione. Nella quinta partita Schlechter, col bianco, riuscì ad avere ragione del campione in un finale di pedoni e pezzi pesanti risultato da una combattuta variante berlinese della spagnola (C66) (Diagramma 1), ma non bastava: a Schlechter serviva ancora una vittoria.

|   | a | b | c | d | e | f | g | h |   |
| 8 | c8 torre del bianco · f8 alfiere del nero · h8 re del nero · a7 pedone del nero · e7 pedone del nero · b5 cavallo del nero · h5 donna del nero · a4 cavallo del bianco · d4 pedone del bianco · f4 torre del nero · a3 pedone del bianco · d3 donna del bianco · f3 torre del bianco · f2 re del bianco | c8 torre del bianco · f8 alfiere del nero · h8 re del nero · a7 pedone del nero · e7 pedone del nero · b5 cavallo del nero · h5 donna del nero · a4 cavallo del bianco · d4 pedone del bianco · f4 torre del nero · a3 pedone del bianco · d3 donna del bianco · f3 torre del bianco · f2 re del bianco | c8 torre del bianco · f8 alfiere del nero · h8 re del nero · a7 pedone del nero · e7 pedone del nero · b5 cavallo del nero · h5 donna del nero · a4 cavallo del bianco · d4 pedone del bianco · f4 torre del nero · a3 pedone del bianco · d3 donna del bianco · f3 torre del bianco · f2 re del bianco | c8 torre del bianco · f8 alfiere del nero · h8 re del nero · a7 pedone del nero · e7 pedone del nero · b5 cavallo del nero · h5 donna del nero · a4 cavallo del bianco · d4 pedone del bianco · f4 torre del nero · a3 pedone del bianco · d3 donna del bianco · f3 torre del bianco · f2 re del bianco | c8 torre del bianco · f8 alfiere del nero · h8 re del nero · a7 pedone del nero · e7 pedone del nero · b5 cavallo del nero · h5 donna del nero · a4 cavallo del bianco · d4 pedone del bianco · f4 torre del nero · a3 pedone del bianco · d3 donna del bianco · f3 torre del bianco · f2 re del bianco | c8 torre del bianco · f8 alfiere del nero · h8 re del nero · a7 pedone del nero · e7 pedone del nero · b5 cavallo del nero · h5 donna del nero · a4 cavallo del bianco · d4 pedone del bianco · f4 torre del nero · a3 pedone del bianco · d3 donna del bianco · f3 torre del bianco · f2 re del bianco | c8 torre del bianco · f8 alfiere del nero · h8 re del nero · a7 pedone del nero · e7 pedone del nero · b5 cavallo del nero · h5 donna del nero · a4 cavallo del bianco · d4 pedone del bianco · f4 torre del nero · a3 pedone del bianco · d3 donna del bianco · f3 torre del bianco · f2 re del bianco | c8 torre del bianco · f8 alfiere del nero · h8 re del nero · a7 pedone del nero · e7 pedone del nero · b5 cavallo del nero · h5 donna del nero · a4 cavallo del bianco · d4 pedone del bianco · f4 torre del nero · a3 pedone del bianco · d3 donna del bianco · f3 torre del bianco · f2 re del bianco | 8 |
| 7 | c8 torre del bianco · f8 alfiere del nero · h8 re del nero · a7 pedone del nero · e7 pedone del nero · b5 cavallo del nero · h5 donna del nero · a4 cavallo del bianco · d4 pedone del bianco · f4 torre del nero · a3 pedone del bianco · d3 donna del bianco · f3 torre del bianco · f2 re del bianco | c8 torre del bianco · f8 alfiere del nero · h8 re del nero · a7 pedone del nero · e7 pedone del nero · b5 cavallo del nero · h5 donna del nero · a4 cavallo del bianco · d4 pedone del bianco · f4 torre del nero · a3 pedone del bianco · d3 donna del bianco · f3 torre del bianco · f2 re del bianco | c8 torre del bianco · f8 alfiere del nero · h8 re del nero · a7 pedone del nero · e7 pedone del nero · b5 cavallo del nero · h5 donna del nero · a4 cavallo del bianco · d4 pedone del bianco · f4 torre del nero · a3 pedone del bianco · d3 donna del bianco · f3 torre del bianco · f2 re del bianco | c8 torre del bianco · f8 alfiere del nero · h8 re del nero · a7 pedone del nero · e7 pedone del nero · b5 cavallo del nero · h5 donna del nero · a4 cavallo del bianco · d4 pedone del bianco · f4 torre del nero · a3 pedone del bianco · d3 donna del bianco · f3 torre del bianco · f2 re del bianco | c8 torre del bianco · f8 alfiere del nero · h8 re del nero · a7 pedone del nero · e7 pedone del nero · b5 cavallo del nero · h5 donna del nero · a4 cavallo del bianco · d4 pedone del bianco · f4 torre del nero · a3 pedone del bianco · d3 donna del bianco · f3 torre del bianco · f2 re del bianco | c8 torre del bianco · f8 alfiere del nero · h8 re del nero · a7 pedone del nero · e7 pedone del nero · b5 cavallo del nero · h5 donna del nero · a4 cavallo del bianco · d4 pedone del bianco · f4 torre del nero · a3 pedone del bianco · d3 donna del bianco · f3 torre del bianco · f2 re del bianco | c8 torre del bianco · f8 alfiere del nero · h8 re del nero · a7 pedone del nero · e7 pedone del nero · b5 cavallo del nero · h5 donna del nero · a4 cavallo del bianco · d4 pedone del bianco · f4 torre del nero · a3 pedone del bianco · d3 donna del bianco · f3 torre del bianco · f2 re del bianco | c8 torre del bianco · f8 alfiere del nero · h8 re del nero · a7 pedone del nero · e7 pedone del nero · b5 cavallo del nero · h5 donna del nero · a4 cavallo del bianco · d4 pedone del bianco · f4 torre del nero · a3 pedone del bianco · d3 donna del bianco · f3 torre del bianco · f2 re del bianco | 7 |
| 6 | c8 torre del bianco · f8 alfiere del nero · h8 re del nero · a7 pedone del nero · e7 pedone del nero · b5 cavallo del nero · h5 donna del nero · a4 cavallo del bianco · d4 pedone del bianco · f4 torre del nero · a3 pedone del bianco · d3 donna del bianco · f3 torre del bianco · f2 re del bianco | c8 torre del bianco · f8 alfiere del nero · h8 re del nero · a7 pedone del nero · e7 pedone del nero · b5 cavallo del nero · h5 donna del nero · a4 cavallo del bianco · d4 pedone del bianco · f4 torre del nero · a3 pedone del bianco · d3 donna del bianco · f3 torre del bianco · f2 re del bianco | c8 torre del bianco · f8 alfiere del nero · h8 re del nero · a7 pedone del nero · e7 pedone del nero · b5 cavallo del nero · h5 donna del nero · a4 cavallo del bianco · d4 pedone del bianco · f4 torre del nero · a3 pedone del bianco · d3 donna del bianco · f3 torre del bianco · f2 re del bianco | c8 torre del bianco · f8 alfiere del nero · h8 re del nero · a7 pedone del nero · e7 pedone del nero · b5 cavallo del nero · h5 donna del nero · a4 cavallo del bianco · d4 pedone del bianco · f4 torre del nero · a3 pedone del bianco · d3 donna del bianco · f3 torre del bianco · f2 re del bianco | c8 torre del bianco · f8 alfiere del nero · h8 re del nero · a7 pedone del nero · e7 pedone del nero · b5 cavallo del nero · h5 donna del nero · a4 cavallo del bianco · d4 pedone del bianco · f4 torre del nero · a3 pedone del bianco · d3 donna del bianco · f3 torre del bianco · f2 re del bianco | c8 torre del bianco · f8 alfiere del nero · h8 re del nero · a7 pedone del nero · e7 pedone del nero · b5 cavallo del nero · h5 donna del nero · a4 cavallo del bianco · d4 pedone del bianco · f4 torre del nero · a3 pedone del bianco · d3 donna del bianco · f3 torre del bianco · f2 re del bianco | c8 torre del bianco · f8 alfiere del nero · h8 re del nero · a7 pedone del nero · e7 pedone del nero · b5 cavallo del nero · h5 donna del nero · a4 cavallo del bianco · d4 pedone del bianco · f4 torre del nero · a3 pedone del bianco · d3 donna del bianco · f3 torre del bianco · f2 re del bianco | c8 torre del bianco · f8 alfiere del nero · h8 re del nero · a7 pedone del nero · e7 pedone del nero · b5 cavallo del nero · h5 donna del nero · a4 cavallo del bianco · d4 pedone del bianco · f4 torre del nero · a3 pedone del bianco · d3 donna del bianco · f3 torre del bianco · f2 re del bianco | 6 |
| 5 | c8 torre del bianco · f8 alfiere del nero · h8 re del nero · a7 pedone del nero · e7 pedone del nero · b5 cavallo del nero · h5 donna del nero · a4 cavallo del bianco · d4 pedone del bianco · f4 torre del nero · a3 pedone del bianco · d3 donna del bianco · f3 torre del bianco · f2 re del bianco | c8 torre del bianco · f8 alfiere del nero · h8 re del nero · a7 pedone del nero · e7 pedone del nero · b5 cavallo del nero · h5 donna del nero · a4 cavallo del bianco · d4 pedone del bianco · f4 torre del nero · a3 pedone del bianco · d3 donna del bianco · f3 torre del bianco · f2 re del bianco | c8 torre del bianco · f8 alfiere del nero · h8 re del nero · a7 pedone del nero · e7 pedone del nero · b5 cavallo del nero · h5 donna del nero · a4 cavallo del bianco · d4 pedone del bianco · f4 torre del nero · a3 pedone del bianco · d3 donna del bianco · f3 torre del bianco · f2 re del bianco | c8 torre del bianco · f8 alfiere del nero · h8 re del nero · a7 pedone del nero · e7 pedone del nero · b5 cavallo del nero · h5 donna del nero · a4 cavallo del bianco · d4 pedone del bianco · f4 torre del nero · a3 pedone del bianco · d3 donna del bianco · f3 torre del bianco · f2 re del bianco | c8 torre del bianco · f8 alfiere del nero · h8 re del nero · a7 pedone del nero · e7 pedone del nero · b5 cavallo del nero · h5 donna del nero · a4 cavallo del bianco · d4 pedone del bianco · f4 torre del nero · a3 pedone del bianco · d3 donna del bianco · f3 torre del bianco · f2 re del bianco | c8 torre del bianco · f8 alfiere del nero · h8 re del nero · a7 pedone del nero · e7 pedone del nero · b5 cavallo del nero · h5 donna del nero · a4 cavallo del bianco · d4 pedone del bianco · f4 torre del nero · a3 pedone del bianco · d3 donna del bianco · f3 torre del bianco · f2 re del bianco | c8 torre del bianco · f8 alfiere del nero · h8 re del nero · a7 pedone del nero · e7 pedone del nero · b5 cavallo del nero · h5 donna del nero · a4 cavallo del bianco · d4 pedone del bianco · f4 torre del nero · a3 pedone del bianco · d3 donna del bianco · f3 torre del bianco · f2 re del bianco | c8 torre del bianco · f8 alfiere del nero · h8 re del nero · a7 pedone del nero · e7 pedone del nero · b5 cavallo del nero · h5 donna del nero · a4 cavallo del bianco · d4 pedone del bianco · f4 torre del nero · a3 pedone del bianco · d3 donna del bianco · f3 torre del bianco · f2 re del bianco | 5 |
| 4 | c8 torre del bianco · f8 alfiere del nero · h8 re del nero · a7 pedone del nero · e7 pedone del nero · b5 cavallo del nero · h5 donna del nero · a4 cavallo del bianco · d4 pedone del bianco · f4 torre del nero · a3 pedone del bianco · d3 donna del bianco · f3 torre del bianco · f2 re del bianco | c8 torre del bianco · f8 alfiere del nero · h8 re del nero · a7 pedone del nero · e7 pedone del nero · b5 cavallo del nero · h5 donna del nero · a4 cavallo del bianco · d4 pedone del bianco · f4 torre del nero · a3 pedone del bianco · d3 donna del bianco · f3 torre del bianco · f2 re del bianco | c8 torre del bianco · f8 alfiere del nero · h8 re del nero · a7 pedone del nero · e7 pedone del nero · b5 cavallo del nero · h5 donna del nero · a4 cavallo del bianco · d4 pedone del bianco · f4 torre del nero · a3 pedone del bianco · d3 donna del bianco · f3 torre del bianco · f2 re del bianco | c8 torre del bianco · f8 alfiere del nero · h8 re del nero · a7 pedone del nero · e7 pedone del nero · b5 cavallo del nero · h5 donna del nero · a4 cavallo del bianco · d4 pedone del bianco · f4 torre del nero · a3 pedone del bianco · d3 donna del bianco · f3 torre del bianco · f2 re del bianco | c8 torre del bianco · f8 alfiere del nero · h8 re del nero · a7 pedone del nero · e7 pedone del nero · b5 cavallo del nero · h5 donna del nero · a4 cavallo del bianco · d4 pedone del bianco · f4 torre del nero · a3 pedone del bianco · d3 donna del bianco · f3 torre del bianco · f2 re del bianco | c8 torre del bianco · f8 alfiere del nero · h8 re del nero · a7 pedone del nero · e7 pedone del nero · b5 cavallo del nero · h5 donna del nero · a4 cavallo del bianco · d4 pedone del bianco · f4 torre del nero · a3 pedone del bianco · d3 donna del bianco · f3 torre del bianco · f2 re del bianco | c8 torre del bianco · f8 alfiere del nero · h8 re del nero · a7 pedone del nero · e7 pedone del nero · b5 cavallo del nero · h5 donna del nero · a4 cavallo del bianco · d4 pedone del bianco · f4 torre del nero · a3 pedone del bianco · d3 donna del bianco · f3 torre del bianco · f2 re del bianco | c8 torre del bianco · f8 alfiere del nero · h8 re del nero · a7 pedone del nero · e7 pedone del nero · b5 cavallo del nero · h5 donna del nero · a4 cavallo del bianco · d4 pedone del bianco · f4 torre del nero · a3 pedone del bianco · d3 donna del bianco · f3 torre del bianco · f2 re del bianco | 4 |
| 3 | c8 torre del bianco · f8 alfiere del nero · h8 re del nero · a7 pedone del nero · e7 pedone del nero · b5 cavallo del nero · h5 donna del nero · a4 cavallo del bianco · d4 pedone del bianco · f4 torre del nero · a3 pedone del bianco · d3 donna del bianco · f3 torre del bianco · f2 re del bianco | c8 torre del bianco · f8 alfiere del nero · h8 re del nero · a7 pedone del nero · e7 pedone del nero · b5 cavallo del nero · h5 donna del nero · a4 cavallo del bianco · d4 pedone del bianco · f4 torre del nero · a3 pedone del bianco · d3 donna del bianco · f3 torre del bianco · f2 re del bianco | c8 torre del bianco · f8 alfiere del nero · h8 re del nero · a7 pedone del nero · e7 pedone del nero · b5 cavallo del nero · h5 donna del nero · a4 cavallo del bianco · d4 pedone del bianco · f4 torre del nero · a3 pedone del bianco · d3 donna del bianco · f3 torre del bianco · f2 re del bianco | c8 torre del bianco · f8 alfiere del nero · h8 re del nero · a7 pedone del nero · e7 pedone del nero · b5 cavallo del nero · h5 donna del nero · a4 cavallo del bianco · d4 pedone del bianco · f4 torre del nero · a3 pedone del bianco · d3 donna del bianco · f3 torre del bianco · f2 re del bianco | c8 torre del bianco · f8 alfiere del nero · h8 re del nero · a7 pedone del nero · e7 pedone del nero · b5 cavallo del nero · h5 donna del nero · a4 cavallo del bianco · d4 pedone del bianco · f4 torre del nero · a3 pedone del bianco · d3 donna del bianco · f3 torre del bianco · f2 re del bianco | c8 torre del bianco · f8 alfiere del nero · h8 re del nero · a7 pedone del nero · e7 pedone del nero · b5 cavallo del nero · h5 donna del nero · a4 cavallo del bianco · d4 pedone del bianco · f4 torre del nero · a3 pedone del bianco · d3 donna del bianco · f3 torre del bianco · f2 re del bianco | c8 torre del bianco · f8 alfiere del nero · h8 re del nero · a7 pedone del nero · e7 pedone del nero · b5 cavallo del nero · h5 donna del nero · a4 cavallo del bianco · d4 pedone del bianco · f4 torre del nero · a3 pedone del bianco · d3 donna del bianco · f3 torre del bianco · f2 re del bianco | c8 torre del bianco · f8 alfiere del nero · h8 re del nero · a7 pedone del nero · e7 pedone del nero · b5 cavallo del nero · h5 donna del nero · a4 cavallo del bianco · d4 pedone del bianco · f4 torre del nero · a3 pedone del bianco · d3 donna del bianco · f3 torre del bianco · f2 re del bianco | 3 |
| 2 | c8 torre del bianco · f8 alfiere del nero · h8 re del nero · a7 pedone del nero · e7 pedone del nero · b5 cavallo del nero · h5 donna del nero · a4 cavallo del bianco · d4 pedone del bianco · f4 torre del nero · a3 pedone del bianco · d3 donna del bianco · f3 torre del bianco · f2 re del bianco | c8 torre del bianco · f8 alfiere del nero · h8 re del nero · a7 pedone del nero · e7 pedone del nero · b5 cavallo del nero · h5 donna del nero · a4 cavallo del bianco · d4 pedone del bianco · f4 torre del nero · a3 pedone del bianco · d3 donna del bianco · f3 torre del bianco · f2 re del bianco | c8 torre del bianco · f8 alfiere del nero · h8 re del nero · a7 pedone del nero · e7 pedone del nero · b5 cavallo del nero · h5 donna del nero · a4 cavallo del bianco · d4 pedone del bianco · f4 torre del nero · a3 pedone del bianco · d3 donna del bianco · f3 torre del bianco · f2 re del bianco | c8 torre del bianco · f8 alfiere del nero · h8 re del nero · a7 pedone del nero · e7 pedone del nero · b5 cavallo del nero · h5 donna del nero · a4 cavallo del bianco · d4 pedone del bianco · f4 torre del nero · a3 pedone del bianco · d3 donna del bianco · f3 torre del bianco · f2 re del bianco | c8 torre del bianco · f8 alfiere del nero · h8 re del nero · a7 pedone del nero · e7 pedone del nero · b5 cavallo del nero · h5 donna del nero · a4 cavallo del bianco · d4 pedone del bianco · f4 torre del nero · a3 pedone del bianco · d3 donna del bianco · f3 torre del bianco · f2 re del bianco | c8 torre del bianco · f8 alfiere del nero · h8 re del nero · a7 pedone del nero · e7 pedone del nero · b5 cavallo del nero · h5 donna del nero · a4 cavallo del bianco · d4 pedone del bianco · f4 torre del nero · a3 pedone del bianco · d3 donna del bianco · f3 torre del bianco · f2 re del bianco | c8 torre del bianco · f8 alfiere del nero · h8 re del nero · a7 pedone del nero · e7 pedone del nero · b5 cavallo del nero · h5 donna del nero · a4 cavallo del bianco · d4 pedone del bianco · f4 torre del nero · a3 pedone del bianco · d3 donna del bianco · f3 torre del bianco · f2 re del bianco | c8 torre del bianco · f8 alfiere del nero · h8 re del nero · a7 pedone del nero · e7 pedone del nero · b5 cavallo del nero · h5 donna del nero · a4 cavallo del bianco · d4 pedone del bianco · f4 torre del nero · a3 pedone del bianco · d3 donna del bianco · f3 torre del bianco · f2 re del bianco | 2 |
| 1 | c8 torre del bianco · f8 alfiere del nero · h8 re del nero · a7 pedone del nero · e7 pedone del nero · b5 cavallo del nero · h5 donna del nero · a4 cavallo del bianco · d4 pedone del bianco · f4 torre del nero · a3 pedone del bianco · d3 donna del bianco · f3 torre del bianco · f2 re del bianco | c8 torre del bianco · f8 alfiere del nero · h8 re del nero · a7 pedone del nero · e7 pedone del nero · b5 cavallo del nero · h5 donna del nero · a4 cavallo del bianco · d4 pedone del bianco · f4 torre del nero · a3 pedone del bianco · d3 donna del bianco · f3 torre del bianco · f2 re del bianco | c8 torre del bianco · f8 alfiere del nero · h8 re del nero · a7 pedone del nero · e7 pedone del nero · b5 cavallo del nero · h5 donna del nero · a4 cavallo del bianco · d4 pedone del bianco · f4 torre del nero · a3 pedone del bianco · d3 donna del bianco · f3 torre del bianco · f2 re del bianco | c8 torre del bianco · f8 alfiere del nero · h8 re del nero · a7 pedone del nero · e7 pedone del nero · b5 cavallo del nero · h5 donna del nero · a4 cavallo del bianco · d4 pedone del bianco · f4 torre del nero · a3 pedone del bianco · d3 donna del bianco · f3 torre del bianco · f2 re del bianco | c8 torre del bianco · f8 alfiere del nero · h8 re del nero · a7 pedone del nero · e7 pedone del nero · b5 cavallo del nero · h5 donna del nero · a4 cavallo del bianco · d4 pedone del bianco · f4 torre del nero · a3 pedone del bianco · d3 donna del bianco · f3 torre del bianco · f2 re del bianco | c8 torre del bianco · f8 alfiere del nero · h8 re del nero · a7 pedone del nero · e7 pedone del nero · b5 cavallo del nero · h5 donna del nero · a4 cavallo del bianco · d4 pedone del bianco · f4 torre del nero · a3 pedone del bianco · d3 donna del bianco · f3 torre del bianco · f2 re del bianco | c8 torre del bianco · f8 alfiere del nero · h8 re del nero · a7 pedone del nero · e7 pedone del nero · b5 cavallo del nero · h5 donna del nero · a4 cavallo del bianco · d4 pedone del bianco · f4 torre del nero · a3 pedone del bianco · d3 donna del bianco · f3 torre del bianco · f2 re del bianco | c8 torre del bianco · f8 alfiere del nero · h8 re del nero · a7 pedone del nero · e7 pedone del nero · b5 cavallo del nero · h5 donna del nero · a4 cavallo del bianco · d4 pedone del bianco · f4 torre del nero · a3 pedone del bianco · d3 donna del bianco · f3 torre del bianco · f2 re del bianco | 1 |
|   | a | b | c | d | e | f | g | h |   |

39... Dh4+! 40.Rd2 Dh2+ 41.Re3 Txf3+ 42.Rxf3 Dh3+ e 43. ... Dxc8 patta.
Così, dopo altre quattro patte, Schlechter si trovò a disputare la decima partita con i neri. L'austriaco si avventurò in un'audace gestione della Difesa slava (D11), ma la difesa di Lasker tenne. Sentendosi forzato a vincere a tutti i costi per raggiungere il punteggio richiesto Schlechter rifiutò (o non vide) il modo di ottenere una posizione patta. Nella posizione del Diagramma 2 giocò 39. ... Dh2+? anziché Dh4+!, così che, lentamente ma inesorabilmente, il campione riuscì a far valere il suo vantaggio di materiale, vincendo la partita e pareggiando il match. Lasker manteneva così il titolo con pieno diritto.
Secondo l'opinione di molti storici degli scacchi, quello che probabilmente Schlechter non aveva calcolato era che la clausola imposta da Lasker mirava a garantire il campione soprattutto da un punto di vista contrattuale ed economico, poiché vi era una posta in palio. In caso di vittoria anche di un solo punto, invece, il peso morale dello sfidante sarebbe aumentato enormemente: in un periodo in cui il titolo era di fatto una faccenda informale, in molti l'avrebbero potuto ritenere il vero campione. In ogni caso il mondo scacchistico avrebbe preteso una nuova sfida, questa volta a condizioni più eque, e probabilmente qualche sponsor si sarebbe fatto avanti.
Alcuni dubitano dell'effettiva esistenza della clausola relativa ai due punti di vantaggio, ma è pur vero che Lasker tentò di inserirla anche in occasione delle trattative in vista del match con Capablanca, anche se in questo caso lo sfidante aveva un peso differente, ed il vecchio campione non riuscì ad imporsi.

### Gli ultimi anni
|   | a | b | c | d | e | f | g | h |   |
| 8 | a7 pedone del nero · g7 donna del bianco · c6 pedone del nero · d6 pedone del nero · e6 donna del nero · h6 pedone del nero · d5 cavallo del nero · g5 pedone del nero · d4 alfiere del bianco · g4 pedone del bianco · h4 re del nero · c3 pedone del bianco · f3 pedone del bianco · a2 pedone del bianco · g1 re del bianco | a7 pedone del nero · g7 donna del bianco · c6 pedone del nero · d6 pedone del nero · e6 donna del nero · h6 pedone del nero · d5 cavallo del nero · g5 pedone del nero · d4 alfiere del bianco · g4 pedone del bianco · h4 re del nero · c3 pedone del bianco · f3 pedone del bianco · a2 pedone del bianco · g1 re del bianco | a7 pedone del nero · g7 donna del bianco · c6 pedone del nero · d6 pedone del nero · e6 donna del nero · h6 pedone del nero · d5 cavallo del nero · g5 pedone del nero · d4 alfiere del bianco · g4 pedone del bianco · h4 re del nero · c3 pedone del bianco · f3 pedone del bianco · a2 pedone del bianco · g1 re del bianco | a7 pedone del nero · g7 donna del bianco · c6 pedone del nero · d6 pedone del nero · e6 donna del nero · h6 pedone del nero · d5 cavallo del nero · g5 pedone del nero · d4 alfiere del bianco · g4 pedone del bianco · h4 re del nero · c3 pedone del bianco · f3 pedone del bianco · a2 pedone del bianco · g1 re del bianco | a7 pedone del nero · g7 donna del bianco · c6 pedone del nero · d6 pedone del nero · e6 donna del nero · h6 pedone del nero · d5 cavallo del nero · g5 pedone del nero · d4 alfiere del bianco · g4 pedone del bianco · h4 re del nero · c3 pedone del bianco · f3 pedone del bianco · a2 pedone del bianco · g1 re del bianco | a7 pedone del nero · g7 donna del bianco · c6 pedone del nero · d6 pedone del nero · e6 donna del nero · h6 pedone del nero · d5 cavallo del nero · g5 pedone del nero · d4 alfiere del bianco · g4 pedone del bianco · h4 re del nero · c3 pedone del bianco · f3 pedone del bianco · a2 pedone del bianco · g1 re del bianco | a7 pedone del nero · g7 donna del bianco · c6 pedone del nero · d6 pedone del nero · e6 donna del nero · h6 pedone del nero · d5 cavallo del nero · g5 pedone del nero · d4 alfiere del bianco · g4 pedone del bianco · h4 re del nero · c3 pedone del bianco · f3 pedone del bianco · a2 pedone del bianco · g1 re del bianco | a7 pedone del nero · g7 donna del bianco · c6 pedone del nero · d6 pedone del nero · e6 donna del nero · h6 pedone del nero · d5 cavallo del nero · g5 pedone del nero · d4 alfiere del bianco · g4 pedone del bianco · h4 re del nero · c3 pedone del bianco · f3 pedone del bianco · a2 pedone del bianco · g1 re del bianco | 8 |
| 7 | a7 pedone del nero · g7 donna del bianco · c6 pedone del nero · d6 pedone del nero · e6 donna del nero · h6 pedone del nero · d5 cavallo del nero · g5 pedone del nero · d4 alfiere del bianco · g4 pedone del bianco · h4 re del nero · c3 pedone del bianco · f3 pedone del bianco · a2 pedone del bianco · g1 re del bianco | a7 pedone del nero · g7 donna del bianco · c6 pedone del nero · d6 pedone del nero · e6 donna del nero · h6 pedone del nero · d5 cavallo del nero · g5 pedone del nero · d4 alfiere del bianco · g4 pedone del bianco · h4 re del nero · c3 pedone del bianco · f3 pedone del bianco · a2 pedone del bianco · g1 re del bianco | a7 pedone del nero · g7 donna del bianco · c6 pedone del nero · d6 pedone del nero · e6 donna del nero · h6 pedone del nero · d5 cavallo del nero · g5 pedone del nero · d4 alfiere del bianco · g4 pedone del bianco · h4 re del nero · c3 pedone del bianco · f3 pedone del bianco · a2 pedone del bianco · g1 re del bianco | a7 pedone del nero · g7 donna del bianco · c6 pedone del nero · d6 pedone del nero · e6 donna del nero · h6 pedone del nero · d5 cavallo del nero · g5 pedone del nero · d4 alfiere del bianco · g4 pedone del bianco · h4 re del nero · c3 pedone del bianco · f3 pedone del bianco · a2 pedone del bianco · g1 re del bianco | a7 pedone del nero · g7 donna del bianco · c6 pedone del nero · d6 pedone del nero · e6 donna del nero · h6 pedone del nero · d5 cavallo del nero · g5 pedone del nero · d4 alfiere del bianco · g4 pedone del bianco · h4 re del nero · c3 pedone del bianco · f3 pedone del bianco · a2 pedone del bianco · g1 re del bianco | a7 pedone del nero · g7 donna del bianco · c6 pedone del nero · d6 pedone del nero · e6 donna del nero · h6 pedone del nero · d5 cavallo del nero · g5 pedone del nero · d4 alfiere del bianco · g4 pedone del bianco · h4 re del nero · c3 pedone del bianco · f3 pedone del bianco · a2 pedone del bianco · g1 re del bianco | a7 pedone del nero · g7 donna del bianco · c6 pedone del nero · d6 pedone del nero · e6 donna del nero · h6 pedone del nero · d5 cavallo del nero · g5 pedone del nero · d4 alfiere del bianco · g4 pedone del bianco · h4 re del nero · c3 pedone del bianco · f3 pedone del bianco · a2 pedone del bianco · g1 re del bianco | a7 pedone del nero · g7 donna del bianco · c6 pedone del nero · d6 pedone del nero · e6 donna del nero · h6 pedone del nero · d5 cavallo del nero · g5 pedone del nero · d4 alfiere del bianco · g4 pedone del bianco · h4 re del nero · c3 pedone del bianco · f3 pedone del bianco · a2 pedone del bianco · g1 re del bianco | 7 |
| 6 | a7 pedone del nero · g7 donna del bianco · c6 pedone del nero · d6 pedone del nero · e6 donna del nero · h6 pedone del nero · d5 cavallo del nero · g5 pedone del nero · d4 alfiere del bianco · g4 pedone del bianco · h4 re del nero · c3 pedone del bianco · f3 pedone del bianco · a2 pedone del bianco · g1 re del bianco | a7 pedone del nero · g7 donna del bianco · c6 pedone del nero · d6 pedone del nero · e6 donna del nero · h6 pedone del nero · d5 cavallo del nero · g5 pedone del nero · d4 alfiere del bianco · g4 pedone del bianco · h4 re del nero · c3 pedone del bianco · f3 pedone del bianco · a2 pedone del bianco · g1 re del bianco | a7 pedone del nero · g7 donna del bianco · c6 pedone del nero · d6 pedone del nero · e6 donna del nero · h6 pedone del nero · d5 cavallo del nero · g5 pedone del nero · d4 alfiere del bianco · g4 pedone del bianco · h4 re del nero · c3 pedone del bianco · f3 pedone del bianco · a2 pedone del bianco · g1 re del bianco | a7 pedone del nero · g7 donna del bianco · c6 pedone del nero · d6 pedone del nero · e6 donna del nero · h6 pedone del nero · d5 cavallo del nero · g5 pedone del nero · d4 alfiere del bianco · g4 pedone del bianco · h4 re del nero · c3 pedone del bianco · f3 pedone del bianco · a2 pedone del bianco · g1 re del bianco | a7 pedone del nero · g7 donna del bianco · c6 pedone del nero · d6 pedone del nero · e6 donna del nero · h6 pedone del nero · d5 cavallo del nero · g5 pedone del nero · d4 alfiere del bianco · g4 pedone del bianco · h4 re del nero · c3 pedone del bianco · f3 pedone del bianco · a2 pedone del bianco · g1 re del bianco | a7 pedone del nero · g7 donna del bianco · c6 pedone del nero · d6 pedone del nero · e6 donna del nero · h6 pedone del nero · d5 cavallo del nero · g5 pedone del nero · d4 alfiere del bianco · g4 pedone del bianco · h4 re del nero · c3 pedone del bianco · f3 pedone del bianco · a2 pedone del bianco · g1 re del bianco | a7 pedone del nero · g7 donna del bianco · c6 pedone del nero · d6 pedone del nero · e6 donna del nero · h6 pedone del nero · d5 cavallo del nero · g5 pedone del nero · d4 alfiere del bianco · g4 pedone del bianco · h4 re del nero · c3 pedone del bianco · f3 pedone del bianco · a2 pedone del bianco · g1 re del bianco | a7 pedone del nero · g7 donna del bianco · c6 pedone del nero · d6 pedone del nero · e6 donna del nero · h6 pedone del nero · d5 cavallo del nero · g5 pedone del nero · d4 alfiere del bianco · g4 pedone del bianco · h4 re del nero · c3 pedone del bianco · f3 pedone del bianco · a2 pedone del bianco · g1 re del bianco | 6 |
| 5 | a7 pedone del nero · g7 donna del bianco · c6 pedone del nero · d6 pedone del nero · e6 donna del nero · h6 pedone del nero · d5 cavallo del nero · g5 pedone del nero · d4 alfiere del bianco · g4 pedone del bianco · h4 re del nero · c3 pedone del bianco · f3 pedone del bianco · a2 pedone del bianco · g1 re del bianco | a7 pedone del nero · g7 donna del bianco · c6 pedone del nero · d6 pedone del nero · e6 donna del nero · h6 pedone del nero · d5 cavallo del nero · g5 pedone del nero · d4 alfiere del bianco · g4 pedone del bianco · h4 re del nero · c3 pedone del bianco · f3 pedone del bianco · a2 pedone del bianco · g1 re del bianco | a7 pedone del nero · g7 donna del bianco · c6 pedone del nero · d6 pedone del nero · e6 donna del nero · h6 pedone del nero · d5 cavallo del nero · g5 pedone del nero · d4 alfiere del bianco · g4 pedone del bianco · h4 re del nero · c3 pedone del bianco · f3 pedone del bianco · a2 pedone del bianco · g1 re del bianco | a7 pedone del nero · g7 donna del bianco · c6 pedone del nero · d6 pedone del nero · e6 donna del nero · h6 pedone del nero · d5 cavallo del nero · g5 pedone del nero · d4 alfiere del bianco · g4 pedone del bianco · h4 re del nero · c3 pedone del bianco · f3 pedone del bianco · a2 pedone del bianco · g1 re del bianco | a7 pedone del nero · g7 donna del bianco · c6 pedone del nero · d6 pedone del nero · e6 donna del nero · h6 pedone del nero · d5 cavallo del nero · g5 pedone del nero · d4 alfiere del bianco · g4 pedone del bianco · h4 re del nero · c3 pedone del bianco · f3 pedone del bianco · a2 pedone del bianco · g1 re del bianco | a7 pedone del nero · g7 donna del bianco · c6 pedone del nero · d6 pedone del nero · e6 donna del nero · h6 pedone del nero · d5 cavallo del nero · g5 pedone del nero · d4 alfiere del bianco · g4 pedone del bianco · h4 re del nero · c3 pedone del bianco · f3 pedone del bianco · a2 pedone del bianco · g1 re del bianco | a7 pedone del nero · g7 donna del bianco · c6 pedone del nero · d6 pedone del nero · e6 donna del nero · h6 pedone del nero · d5 cavallo del nero · g5 pedone del nero · d4 alfiere del bianco · g4 pedone del bianco · h4 re del nero · c3 pedone del bianco · f3 pedone del bianco · a2 pedone del bianco · g1 re del bianco | a7 pedone del nero · g7 donna del bianco · c6 pedone del nero · d6 pedone del nero · e6 donna del nero · h6 pedone del nero · d5 cavallo del nero · g5 pedone del nero · d4 alfiere del bianco · g4 pedone del bianco · h4 re del nero · c3 pedone del bianco · f3 pedone del bianco · a2 pedone del bianco · g1 re del bianco | 5 |
| 4 | a7 pedone del nero · g7 donna del bianco · c6 pedone del nero · d6 pedone del nero · e6 donna del nero · h6 pedone del nero · d5 cavallo del nero · g5 pedone del nero · d4 alfiere del bianco · g4 pedone del bianco · h4 re del nero · c3 pedone del bianco · f3 pedone del bianco · a2 pedone del bianco · g1 re del bianco | a7 pedone del nero · g7 donna del bianco · c6 pedone del nero · d6 pedone del nero · e6 donna del nero · h6 pedone del nero · d5 cavallo del nero · g5 pedone del nero · d4 alfiere del bianco · g4 pedone del bianco · h4 re del nero · c3 pedone del bianco · f3 pedone del bianco · a2 pedone del bianco · g1 re del bianco | a7 pedone del nero · g7 donna del bianco · c6 pedone del nero · d6 pedone del nero · e6 donna del nero · h6 pedone del nero · d5 cavallo del nero · g5 pedone del nero · d4 alfiere del bianco · g4 pedone del bianco · h4 re del nero · c3 pedone del bianco · f3 pedone del bianco · a2 pedone del bianco · g1 re del bianco | a7 pedone del nero · g7 donna del bianco · c6 pedone del nero · d6 pedone del nero · e6 donna del nero · h6 pedone del nero · d5 cavallo del nero · g5 pedone del nero · d4 alfiere del bianco · g4 pedone del bianco · h4 re del nero · c3 pedone del bianco · f3 pedone del bianco · a2 pedone del bianco · g1 re del bianco | a7 pedone del nero · g7 donna del bianco · c6 pedone del nero · d6 pedone del nero · e6 donna del nero · h6 pedone del nero · d5 cavallo del nero · g5 pedone del nero · d4 alfiere del bianco · g4 pedone del bianco · h4 re del nero · c3 pedone del bianco · f3 pedone del bianco · a2 pedone del bianco · g1 re del bianco | a7 pedone del nero · g7 donna del bianco · c6 pedone del nero · d6 pedone del nero · e6 donna del nero · h6 pedone del nero · d5 cavallo del nero · g5 pedone del nero · d4 alfiere del bianco · g4 pedone del bianco · h4 re del nero · c3 pedone del bianco · f3 pedone del bianco · a2 pedone del bianco · g1 re del bianco | a7 pedone del nero · g7 donna del bianco · c6 pedone del nero · d6 pedone del nero · e6 donna del nero · h6 pedone del nero · d5 cavallo del nero · g5 pedone del nero · d4 alfiere del bianco · g4 pedone del bianco · h4 re del nero · c3 pedone del bianco · f3 pedone del bianco · a2 pedone del bianco · g1 re del bianco | a7 pedone del nero · g7 donna del bianco · c6 pedone del nero · d6 pedone del nero · e6 donna del nero · h6 pedone del nero · d5 cavallo del nero · g5 pedone del nero · d4 alfiere del bianco · g4 pedone del bianco · h4 re del nero · c3 pedone del bianco · f3 pedone del bianco · a2 pedone del bianco · g1 re del bianco | 4 |
| 3 | a7 pedone del nero · g7 donna del bianco · c6 pedone del nero · d6 pedone del nero · e6 donna del nero · h6 pedone del nero · d5 cavallo del nero · g5 pedone del nero · d4 alfiere del bianco · g4 pedone del bianco · h4 re del nero · c3 pedone del bianco · f3 pedone del bianco · a2 pedone del bianco · g1 re del bianco | a7 pedone del nero · g7 donna del bianco · c6 pedone del nero · d6 pedone del nero · e6 donna del nero · h6 pedone del nero · d5 cavallo del nero · g5 pedone del nero · d4 alfiere del bianco · g4 pedone del bianco · h4 re del nero · c3 pedone del bianco · f3 pedone del bianco · a2 pedone del bianco · g1 re del bianco | a7 pedone del nero · g7 donna del bianco · c6 pedone del nero · d6 pedone del nero · e6 donna del nero · h6 pedone del nero · d5 cavallo del nero · g5 pedone del nero · d4 alfiere del bianco · g4 pedone del bianco · h4 re del nero · c3 pedone del bianco · f3 pedone del bianco · a2 pedone del bianco · g1 re del bianco | a7 pedone del nero · g7 donna del bianco · c6 pedone del nero · d6 pedone del nero · e6 donna del nero · h6 pedone del nero · d5 cavallo del nero · g5 pedone del nero · d4 alfiere del bianco · g4 pedone del bianco · h4 re del nero · c3 pedone del bianco · f3 pedone del bianco · a2 pedone del bianco · g1 re del bianco | a7 pedone del nero · g7 donna del bianco · c6 pedone del nero · d6 pedone del nero · e6 donna del nero · h6 pedone del nero · d5 cavallo del nero · g5 pedone del nero · d4 alfiere del bianco · g4 pedone del bianco · h4 re del nero · c3 pedone del bianco · f3 pedone del bianco · a2 pedone del bianco · g1 re del bianco | a7 pedone del nero · g7 donna del bianco · c6 pedone del nero · d6 pedone del nero · e6 donna del nero · h6 pedone del nero · d5 cavallo del nero · g5 pedone del nero · d4 alfiere del bianco · g4 pedone del bianco · h4 re del nero · c3 pedone del bianco · f3 pedone del bianco · a2 pedone del bianco · g1 re del bianco | a7 pedone del nero · g7 donna del bianco · c6 pedone del nero · d6 pedone del nero · e6 donna del nero · h6 pedone del nero · d5 cavallo del nero · g5 pedone del nero · d4 alfiere del bianco · g4 pedone del bianco · h4 re del nero · c3 pedone del bianco · f3 pedone del bianco · a2 pedone del bianco · g1 re del bianco | a7 pedone del nero · g7 donna del bianco · c6 pedone del nero · d6 pedone del nero · e6 donna del nero · h6 pedone del nero · d5 cavallo del nero · g5 pedone del nero · d4 alfiere del bianco · g4 pedone del bianco · h4 re del nero · c3 pedone del bianco · f3 pedone del bianco · a2 pedone del bianco · g1 re del bianco | 3 |
| 2 | a7 pedone del nero · g7 donna del bianco · c6 pedone del nero · d6 pedone del nero · e6 donna del nero · h6 pedone del nero · d5 cavallo del nero · g5 pedone del nero · d4 alfiere del bianco · g4 pedone del bianco · h4 re del nero · c3 pedone del bianco · f3 pedone del bianco · a2 pedone del bianco · g1 re del bianco | a7 pedone del nero · g7 donna del bianco · c6 pedone del nero · d6 pedone del nero · e6 donna del nero · h6 pedone del nero · d5 cavallo del nero · g5 pedone del nero · d4 alfiere del bianco · g4 pedone del bianco · h4 re del nero · c3 pedone del bianco · f3 pedone del bianco · a2 pedone del bianco · g1 re del bianco | a7 pedone del nero · g7 donna del bianco · c6 pedone del nero · d6 pedone del nero · e6 donna del nero · h6 pedone del nero · d5 cavallo del nero · g5 pedone del nero · d4 alfiere del bianco · g4 pedone del bianco · h4 re del nero · c3 pedone del bianco · f3 pedone del bianco · a2 pedone del bianco · g1 re del bianco | a7 pedone del nero · g7 donna del bianco · c6 pedone del nero · d6 pedone del nero · e6 donna del nero · h6 pedone del nero · d5 cavallo del nero · g5 pedone del nero · d4 alfiere del bianco · g4 pedone del bianco · h4 re del nero · c3 pedone del bianco · f3 pedone del bianco · a2 pedone del bianco · g1 re del bianco | a7 pedone del nero · g7 donna del bianco · c6 pedone del nero · d6 pedone del nero · e6 donna del nero · h6 pedone del nero · d5 cavallo del nero · g5 pedone del nero · d4 alfiere del bianco · g4 pedone del bianco · h4 re del nero · c3 pedone del bianco · f3 pedone del bianco · a2 pedone del bianco · g1 re del bianco | a7 pedone del nero · g7 donna del bianco · c6 pedone del nero · d6 pedone del nero · e6 donna del nero · h6 pedone del nero · d5 cavallo del nero · g5 pedone del nero · d4 alfiere del bianco · g4 pedone del bianco · h4 re del nero · c3 pedone del bianco · f3 pedone del bianco · a2 pedone del bianco · g1 re del bianco | a7 pedone del nero · g7 donna del bianco · c6 pedone del nero · d6 pedone del nero · e6 donna del nero · h6 pedone del nero · d5 cavallo del nero · g5 pedone del nero · d4 alfiere del bianco · g4 pedone del bianco · h4 re del nero · c3 pedone del bianco · f3 pedone del bianco · a2 pedone del bianco · g1 re del bianco | a7 pedone del nero · g7 donna del bianco · c6 pedone del nero · d6 pedone del nero · e6 donna del nero · h6 pedone del nero · d5 cavallo del nero · g5 pedone del nero · d4 alfiere del bianco · g4 pedone del bianco · h4 re del nero · c3 pedone del bianco · f3 pedone del bianco · a2 pedone del bianco · g1 re del bianco | 2 |
| 1 | a7 pedone del nero · g7 donna del bianco · c6 pedone del nero · d6 pedone del nero · e6 donna del nero · h6 pedone del nero · d5 cavallo del nero · g5 pedone del nero · d4 alfiere del bianco · g4 pedone del bianco · h4 re del nero · c3 pedone del bianco · f3 pedone del bianco · a2 pedone del bianco · g1 re del bianco | a7 pedone del nero · g7 donna del bianco · c6 pedone del nero · d6 pedone del nero · e6 donna del nero · h6 pedone del nero · d5 cavallo del nero · g5 pedone del nero · d4 alfiere del bianco · g4 pedone del bianco · h4 re del nero · c3 pedone del bianco · f3 pedone del bianco · a2 pedone del bianco · g1 re del bianco | a7 pedone del nero · g7 donna del bianco · c6 pedone del nero · d6 pedone del nero · e6 donna del nero · h6 pedone del nero · d5 cavallo del nero · g5 pedone del nero · d4 alfiere del bianco · g4 pedone del bianco · h4 re del nero · c3 pedone del bianco · f3 pedone del bianco · a2 pedone del bianco · g1 re del bianco | a7 pedone del nero · g7 donna del bianco · c6 pedone del nero · d6 pedone del nero · e6 donna del nero · h6 pedone del nero · d5 cavallo del nero · g5 pedone del nero · d4 alfiere del bianco · g4 pedone del bianco · h4 re del nero · c3 pedone del bianco · f3 pedone del bianco · a2 pedone del bianco · g1 re del bianco | a7 pedone del nero · g7 donna del bianco · c6 pedone del nero · d6 pedone del nero · e6 donna del nero · h6 pedone del nero · d5 cavallo del nero · g5 pedone del nero · d4 alfiere del bianco · g4 pedone del bianco · h4 re del nero · c3 pedone del bianco · f3 pedone del bianco · a2 pedone del bianco · g1 re del bianco | a7 pedone del nero · g7 donna del bianco · c6 pedone del nero · d6 pedone del nero · e6 donna del nero · h6 pedone del nero · d5 cavallo del nero · g5 pedone del nero · d4 alfiere del bianco · g4 pedone del bianco · h4 re del nero · c3 pedone del bianco · f3 pedone del bianco · a2 pedone del bianco · g1 re del bianco | a7 pedone del nero · g7 donna del bianco · c6 pedone del nero · d6 pedone del nero · e6 donna del nero · h6 pedone del nero · d5 cavallo del nero · g5 pedone del nero · d4 alfiere del bianco · g4 pedone del bianco · h4 re del nero · c3 pedone del bianco · f3 pedone del bianco · a2 pedone del bianco · g1 re del bianco | a7 pedone del nero · g7 donna del bianco · c6 pedone del nero · d6 pedone del nero · e6 donna del nero · h6 pedone del nero · d5 cavallo del nero · g5 pedone del nero · d4 alfiere del bianco · g4 pedone del bianco · h4 re del nero · c3 pedone del bianco · f3 pedone del bianco · a2 pedone del bianco · g1 re del bianco | 1 |
|   | a | b | c | d | e | f | g | h |   |

Schlechter giocò altri match, pattando con Siegbert Tarrasch nel 1911 e perdendone uno nel 1918 contro Akiba Rubinstein. Cercò con tutte le sue forze di ottenere una nuova chance di sfidare il campione del mondo, ma la prima guerra mondiale pose fine alle sue speranze e all'attività scacchistica in generale.
Schlechter morì di polmonite e di inedia due giorni dopo il Natale del 1918, in una Berlino prostrata dalla guerra.

## Partite notevoli
- (EN)  Fried-Schlechter, Vienna 1894, Gambetto From (A02), 0-1 Una divertente miniatura di Schlechter, che sacrifica la Donna e dà matto in mezzo alla scacchiera.
- (EN)  Bernhard Fleissig-Schlechter, Vienna 1895, Apertura Orang Utan (A00), 0-1 Una delle più famose vittorie di Schlechter: una sfavillante combinazione in cui il nero sacrifica entrambe le torri ed entrambi gli alfieri.
- (EN)  Schlechter-Steinitz, Colonia 1898 Partita viennese (C28), 1-0 Schlechter batte l'ex campione del mondo in 24 mosse.
- (EN)  Schlechter-Meitner, Vienna 1899, Partita italiana. Variante classica. Attacco di Moeller-Therkatz del Gambetto Greco.(C54), 1-0 (Diagramma 3) Un'interessante combinazione nel finale: il bianco sacrifica la Donna, quindi fa una mossa tranquilla con il suo Re e il nero non può parare il matto in due.

## Composizioni
Schlechter fu autore di una quarantina di problemi di scacchi, soprattutto in due e tre mosse.
|   | a | b | c | d | e | f | g | h |   |
| 8 | h6 donna del bianco · c3 pedone del nero · c2 pedone del nero · d2 cavallo del bianco · f2 cavallo del bianco · c1 re del nero · f1 re del bianco | h6 donna del bianco · c3 pedone del nero · c2 pedone del nero · d2 cavallo del bianco · f2 cavallo del bianco · c1 re del nero · f1 re del bianco | h6 donna del bianco · c3 pedone del nero · c2 pedone del nero · d2 cavallo del bianco · f2 cavallo del bianco · c1 re del nero · f1 re del bianco | h6 donna del bianco · c3 pedone del nero · c2 pedone del nero · d2 cavallo del bianco · f2 cavallo del bianco · c1 re del nero · f1 re del bianco | h6 donna del bianco · c3 pedone del nero · c2 pedone del nero · d2 cavallo del bianco · f2 cavallo del bianco · c1 re del nero · f1 re del bianco | h6 donna del bianco · c3 pedone del nero · c2 pedone del nero · d2 cavallo del bianco · f2 cavallo del bianco · c1 re del nero · f1 re del bianco | h6 donna del bianco · c3 pedone del nero · c2 pedone del nero · d2 cavallo del bianco · f2 cavallo del bianco · c1 re del nero · f1 re del bianco | h6 donna del bianco · c3 pedone del nero · c2 pedone del nero · d2 cavallo del bianco · f2 cavallo del bianco · c1 re del nero · f1 re del bianco | 8 |
| 7 | h6 donna del bianco · c3 pedone del nero · c2 pedone del nero · d2 cavallo del bianco · f2 cavallo del bianco · c1 re del nero · f1 re del bianco | h6 donna del bianco · c3 pedone del nero · c2 pedone del nero · d2 cavallo del bianco · f2 cavallo del bianco · c1 re del nero · f1 re del bianco | h6 donna del bianco · c3 pedone del nero · c2 pedone del nero · d2 cavallo del bianco · f2 cavallo del bianco · c1 re del nero · f1 re del bianco | h6 donna del bianco · c3 pedone del nero · c2 pedone del nero · d2 cavallo del bianco · f2 cavallo del bianco · c1 re del nero · f1 re del bianco | h6 donna del bianco · c3 pedone del nero · c2 pedone del nero · d2 cavallo del bianco · f2 cavallo del bianco · c1 re del nero · f1 re del bianco | h6 donna del bianco · c3 pedone del nero · c2 pedone del nero · d2 cavallo del bianco · f2 cavallo del bianco · c1 re del nero · f1 re del bianco | h6 donna del bianco · c3 pedone del nero · c2 pedone del nero · d2 cavallo del bianco · f2 cavallo del bianco · c1 re del nero · f1 re del bianco | h6 donna del bianco · c3 pedone del nero · c2 pedone del nero · d2 cavallo del bianco · f2 cavallo del bianco · c1 re del nero · f1 re del bianco | 7 |
| 6 | h6 donna del bianco · c3 pedone del nero · c2 pedone del nero · d2 cavallo del bianco · f2 cavallo del bianco · c1 re del nero · f1 re del bianco | h6 donna del bianco · c3 pedone del nero · c2 pedone del nero · d2 cavallo del bianco · f2 cavallo del bianco · c1 re del nero · f1 re del bianco | h6 donna del bianco · c3 pedone del nero · c2 pedone del nero · d2 cavallo del bianco · f2 cavallo del bianco · c1 re del nero · f1 re del bianco | h6 donna del bianco · c3 pedone del nero · c2 pedone del nero · d2 cavallo del bianco · f2 cavallo del bianco · c1 re del nero · f1 re del bianco | h6 donna del bianco · c3 pedone del nero · c2 pedone del nero · d2 cavallo del bianco · f2 cavallo del bianco · c1 re del nero · f1 re del bianco | h6 donna del bianco · c3 pedone del nero · c2 pedone del nero · d2 cavallo del bianco · f2 cavallo del bianco · c1 re del nero · f1 re del bianco | h6 donna del bianco · c3 pedone del nero · c2 pedone del nero · d2 cavallo del bianco · f2 cavallo del bianco · c1 re del nero · f1 re del bianco | h6 donna del bianco · c3 pedone del nero · c2 pedone del nero · d2 cavallo del bianco · f2 cavallo del bianco · c1 re del nero · f1 re del bianco | 6 |
| 5 | h6 donna del bianco · c3 pedone del nero · c2 pedone del nero · d2 cavallo del bianco · f2 cavallo del bianco · c1 re del nero · f1 re del bianco | h6 donna del bianco · c3 pedone del nero · c2 pedone del nero · d2 cavallo del bianco · f2 cavallo del bianco · c1 re del nero · f1 re del bianco | h6 donna del bianco · c3 pedone del nero · c2 pedone del nero · d2 cavallo del bianco · f2 cavallo del bianco · c1 re del nero · f1 re del bianco | h6 donna del bianco · c3 pedone del nero · c2 pedone del nero · d2 cavallo del bianco · f2 cavallo del bianco · c1 re del nero · f1 re del bianco | h6 donna del bianco · c3 pedone del nero · c2 pedone del nero · d2 cavallo del bianco · f2 cavallo del bianco · c1 re del nero · f1 re del bianco | h6 donna del bianco · c3 pedone del nero · c2 pedone del nero · d2 cavallo del bianco · f2 cavallo del bianco · c1 re del nero · f1 re del bianco | h6 donna del bianco · c3 pedone del nero · c2 pedone del nero · d2 cavallo del bianco · f2 cavallo del bianco · c1 re del nero · f1 re del bianco | h6 donna del bianco · c3 pedone del nero · c2 pedone del nero · d2 cavallo del bianco · f2 cavallo del bianco · c1 re del nero · f1 re del bianco | 5 |
| 4 | h6 donna del bianco · c3 pedone del nero · c2 pedone del nero · d2 cavallo del bianco · f2 cavallo del bianco · c1 re del nero · f1 re del bianco | h6 donna del bianco · c3 pedone del nero · c2 pedone del nero · d2 cavallo del bianco · f2 cavallo del bianco · c1 re del nero · f1 re del bianco | h6 donna del bianco · c3 pedone del nero · c2 pedone del nero · d2 cavallo del bianco · f2 cavallo del bianco · c1 re del nero · f1 re del bianco | h6 donna del bianco · c3 pedone del nero · c2 pedone del nero · d2 cavallo del bianco · f2 cavallo del bianco · c1 re del nero · f1 re del bianco | h6 donna del bianco · c3 pedone del nero · c2 pedone del nero · d2 cavallo del bianco · f2 cavallo del bianco · c1 re del nero · f1 re del bianco | h6 donna del bianco · c3 pedone del nero · c2 pedone del nero · d2 cavallo del bianco · f2 cavallo del bianco · c1 re del nero · f1 re del bianco | h6 donna del bianco · c3 pedone del nero · c2 pedone del nero · d2 cavallo del bianco · f2 cavallo del bianco · c1 re del nero · f1 re del bianco | h6 donna del bianco · c3 pedone del nero · c2 pedone del nero · d2 cavallo del bianco · f2 cavallo del bianco · c1 re del nero · f1 re del bianco | 4 |
| 3 | h6 donna del bianco · c3 pedone del nero · c2 pedone del nero · d2 cavallo del bianco · f2 cavallo del bianco · c1 re del nero · f1 re del bianco | h6 donna del bianco · c3 pedone del nero · c2 pedone del nero · d2 cavallo del bianco · f2 cavallo del bianco · c1 re del nero · f1 re del bianco | h6 donna del bianco · c3 pedone del nero · c2 pedone del nero · d2 cavallo del bianco · f2 cavallo del bianco · c1 re del nero · f1 re del bianco | h6 donna del bianco · c3 pedone del nero · c2 pedone del nero · d2 cavallo del bianco · f2 cavallo del bianco · c1 re del nero · f1 re del bianco | h6 donna del bianco · c3 pedone del nero · c2 pedone del nero · d2 cavallo del bianco · f2 cavallo del bianco · c1 re del nero · f1 re del bianco | h6 donna del bianco · c3 pedone del nero · c2 pedone del nero · d2 cavallo del bianco · f2 cavallo del bianco · c1 re del nero · f1 re del bianco | h6 donna del bianco · c3 pedone del nero · c2 pedone del nero · d2 cavallo del bianco · f2 cavallo del bianco · c1 re del nero · f1 re del bianco | h6 donna del bianco · c3 pedone del nero · c2 pedone del nero · d2 cavallo del bianco · f2 cavallo del bianco · c1 re del nero · f1 re del bianco | 3 |
| 2 | h6 donna del bianco · c3 pedone del nero · c2 pedone del nero · d2 cavallo del bianco · f2 cavallo del bianco · c1 re del nero · f1 re del bianco | h6 donna del bianco · c3 pedone del nero · c2 pedone del nero · d2 cavallo del bianco · f2 cavallo del bianco · c1 re del nero · f1 re del bianco | h6 donna del bianco · c3 pedone del nero · c2 pedone del nero · d2 cavallo del bianco · f2 cavallo del bianco · c1 re del nero · f1 re del bianco | h6 donna del bianco · c3 pedone del nero · c2 pedone del nero · d2 cavallo del bianco · f2 cavallo del bianco · c1 re del nero · f1 re del bianco | h6 donna del bianco · c3 pedone del nero · c2 pedone del nero · d2 cavallo del bianco · f2 cavallo del bianco · c1 re del nero · f1 re del bianco | h6 donna del bianco · c3 pedone del nero · c2 pedone del nero · d2 cavallo del bianco · f2 cavallo del bianco · c1 re del nero · f1 re del bianco | h6 donna del bianco · c3 pedone del nero · c2 pedone del nero · d2 cavallo del bianco · f2 cavallo del bianco · c1 re del nero · f1 re del bianco | h6 donna del bianco · c3 pedone del nero · c2 pedone del nero · d2 cavallo del bianco · f2 cavallo del bianco · c1 re del nero · f1 re del bianco | 2 |
| 1 | h6 donna del bianco · c3 pedone del nero · c2 pedone del nero · d2 cavallo del bianco · f2 cavallo del bianco · c1 re del nero · f1 re del bianco | h6 donna del bianco · c3 pedone del nero · c2 pedone del nero · d2 cavallo del bianco · f2 cavallo del bianco · c1 re del nero · f1 re del bianco | h6 donna del bianco · c3 pedone del nero · c2 pedone del nero · d2 cavallo del bianco · f2 cavallo del bianco · c1 re del nero · f1 re del bianco | h6 donna del bianco · c3 pedone del nero · c2 pedone del nero · d2 cavallo del bianco · f2 cavallo del bianco · c1 re del nero · f1 re del bianco | h6 donna del bianco · c3 pedone del nero · c2 pedone del nero · d2 cavallo del bianco · f2 cavallo del bianco · c1 re del nero · f1 re del bianco | h6 donna del bianco · c3 pedone del nero · c2 pedone del nero · d2 cavallo del bianco · f2 cavallo del bianco · c1 re del nero · f1 re del bianco | h6 donna del bianco · c3 pedone del nero · c2 pedone del nero · d2 cavallo del bianco · f2 cavallo del bianco · c1 re del nero · f1 re del bianco | h6 donna del bianco · c3 pedone del nero · c2 pedone del nero · d2 cavallo del bianco · f2 cavallo del bianco · c1 re del nero · f1 re del bianco | 1 |
|   | a | b | c | d | e | f | g | h |   |